# The Wurzels
The Wurzels sono un gruppo musicale inglese. Il loro stile è una fusione umoristica di country e folk conosciuta come Scrumpy and Western.

## Storia del gruppo
Il gruppo prende il nome dalla barbabietola mangelwurzel ed è attivo dal 1966. Nati come gruppo di supporto di Adge Cutler, i Wurzels ebbero un primo successo con Drink Up Thy Zider (1966) entrata alla posizione numero 45 della UK Singles Chart. Nel 1974 Cutler morì. Nel 1976 la band incise i suoi più grandi successi: The Combine Harvester, rivisitazione di Brand New Key di Melanie Safka rimasta in cima alle classifiche per due settimane e I Am a Cider Drinker.

## Discografia

### Album
- 1975 – The Wurzels Are Scrumptious
- 1976 – The Combine Harvester
- 1977 – Golden Delicious
- 1977 – Give Me England
- 1978 – I'll Never Get a Scrumpy Here

### Singoli
- 1966 – Drink Up Thy Zider
- 1967 – Champion Dung Spreader
- 1967 – I Wish I Was Back on the Farm
- 1967 – All Over Mendip
- 1968 – Don't Tell I, Tell 'Ee
- 1968 – Up The Clump
- 1969 – Ferry To Glastonbury
- 1971 – Poor, Poor Farmer
- 1972 – Little Darlin
- 1975 – Captain of the Dredger
- 1976 – The Combine Harvester
- 1976 – I Am a Cider Drinker
- 1977 – Morning Glory
- 1977 – Farmer Bill's Cowman
- 1977 – Give Me England
- 1977 – One for the Bristol City